# Graf DK 11

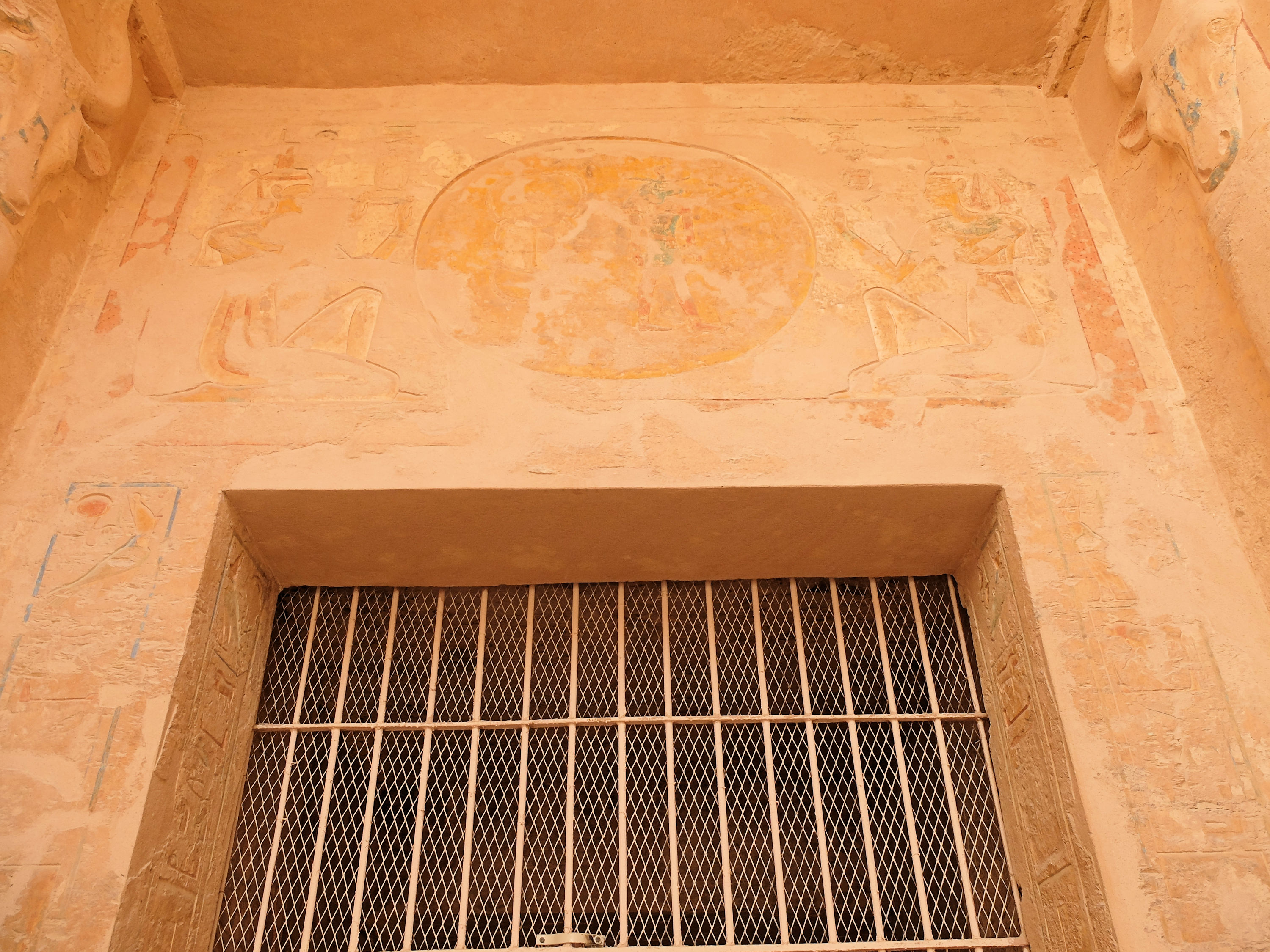
Ingang van graf DK 11

Graf DK 11 is het graf van farao Ramses III in de Vallei der Koningen.

## Geschiedenis van het graf

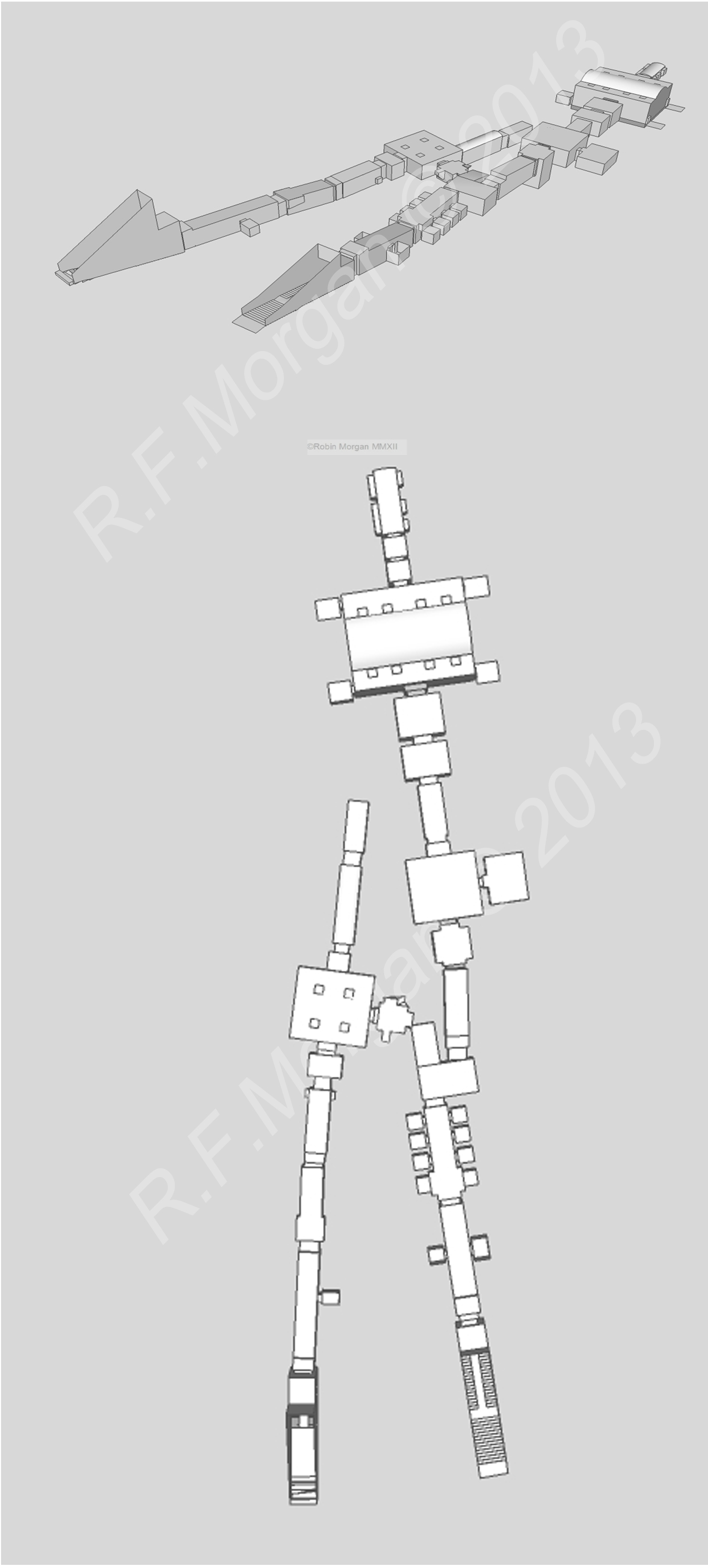
DK 10 en DK 11
R.F.Morgan

Het graf was oorspronkelijk bedoeld voor farao Setnacht uit de 19e dynastie. Ze waren toen echter op het graf van Amenmesse gestoten en de bouw werd stilgelegd en Setnacht werd begraven in Graf DK 14. Ramses III besloot om de werkzaamheden te hervatten en de as van het graf te verleggen, iets wat wel vaker voorkwam in de Vallei der Koningen. Het graf was gedurende de hele oudheid gekend en werd in 1768 voor het eerst door een westerling, James Bruce, bezocht. Hij noemde de tombe 'het graf van de harpspelers' omwille van het opvallend bas-reliëf van twee harpspelers.

## Architectuur
De ingang van het graf bevond zich in het noorden en in totaal zijn er vier gangen. Na de tweede gang verandert zoals gezegd de as van het graf. De derde gang leidt tot de rituele schacht en een pijlerzaal met zijvertrek. Tot hier is het graf toegankelijk voor het publiek. Daarna leidt een vierde gang naar de voorkamer en de eigenlijke grafkamer. Deze grafkamer wordt ondersteund door acht pilaren en heeft verschillende zijvertrekken. In de grafkamer stond ook de sarcofaag, maar deze werd naar het Louvre gebracht, terwijl het deksel van de sarcofaag zich in het Fitzwilliam Museum in Cambridge bevindt. De mummie van de farao was al in de oudheid verhuisd naar de cachette in Deir el-Bahari en is nu te bezoeken in het Museum te Caïro.
Het graf is versierd met taferelen zoals de Litanieën van Ra (eerste gang), Boek der Poorten (derde gang, pijlerzaal en grafkamer), Boek Amdoeat (derde gang), mondopeningsceremonie (vierde gang), Dodenboek (voorkamer) en Boek van de Aarde.

### Waterschade
De Vallei der Koningen is een droogstaande rivierbedding (wadi). Door de eeuwen heen komen hier plotselinge overstromingen voor. Tussen 1890 en 1910 viel er veel regen en is de grafkamer van DK 11 overstroomd en zwaar beschadigd. Er wordt aan gewerkt om de grafkamer weer toegankelijk te maken voor onderzoekers en het publiek.

## Galerij

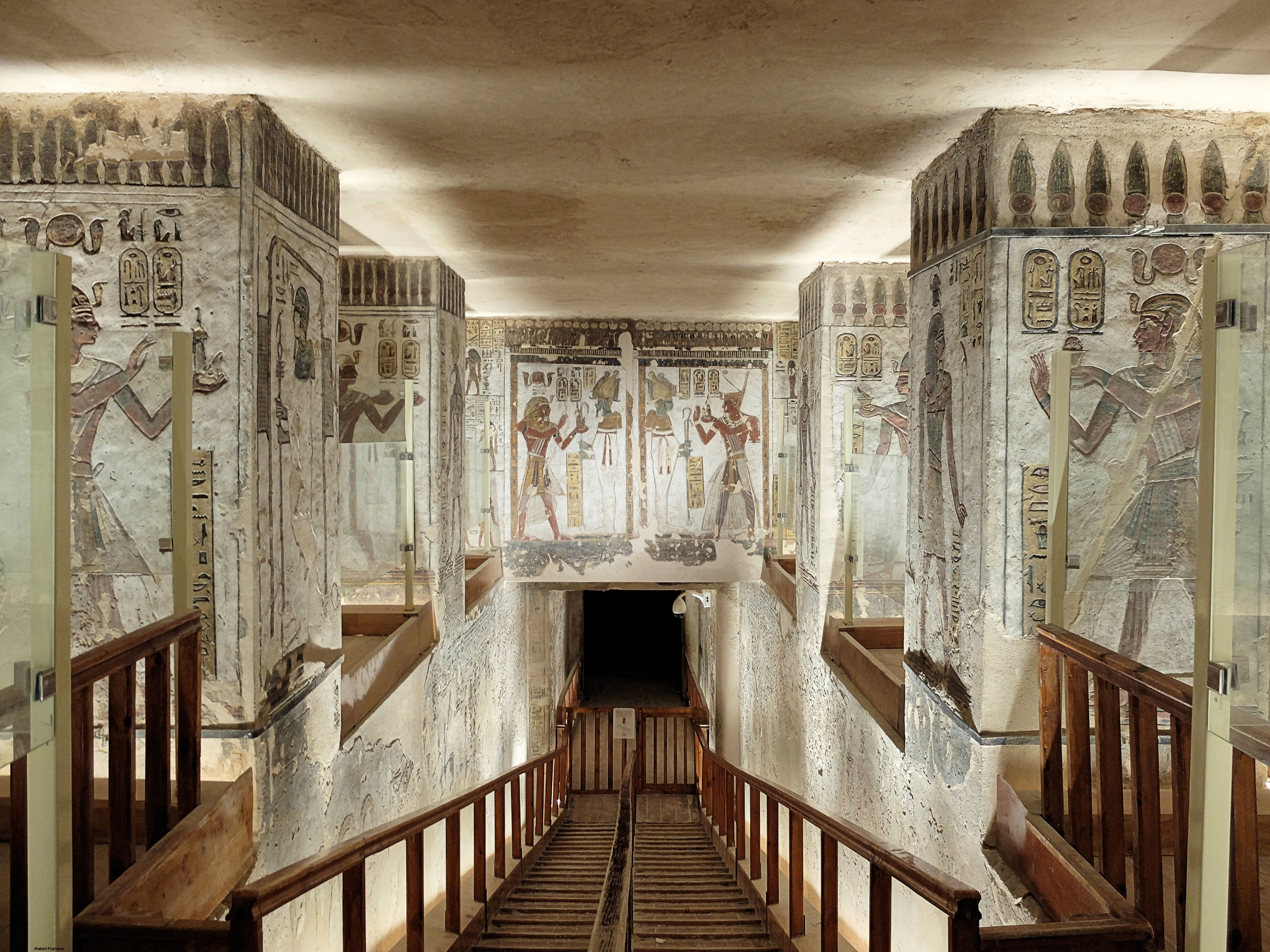
De hal van pilaren in DK 11
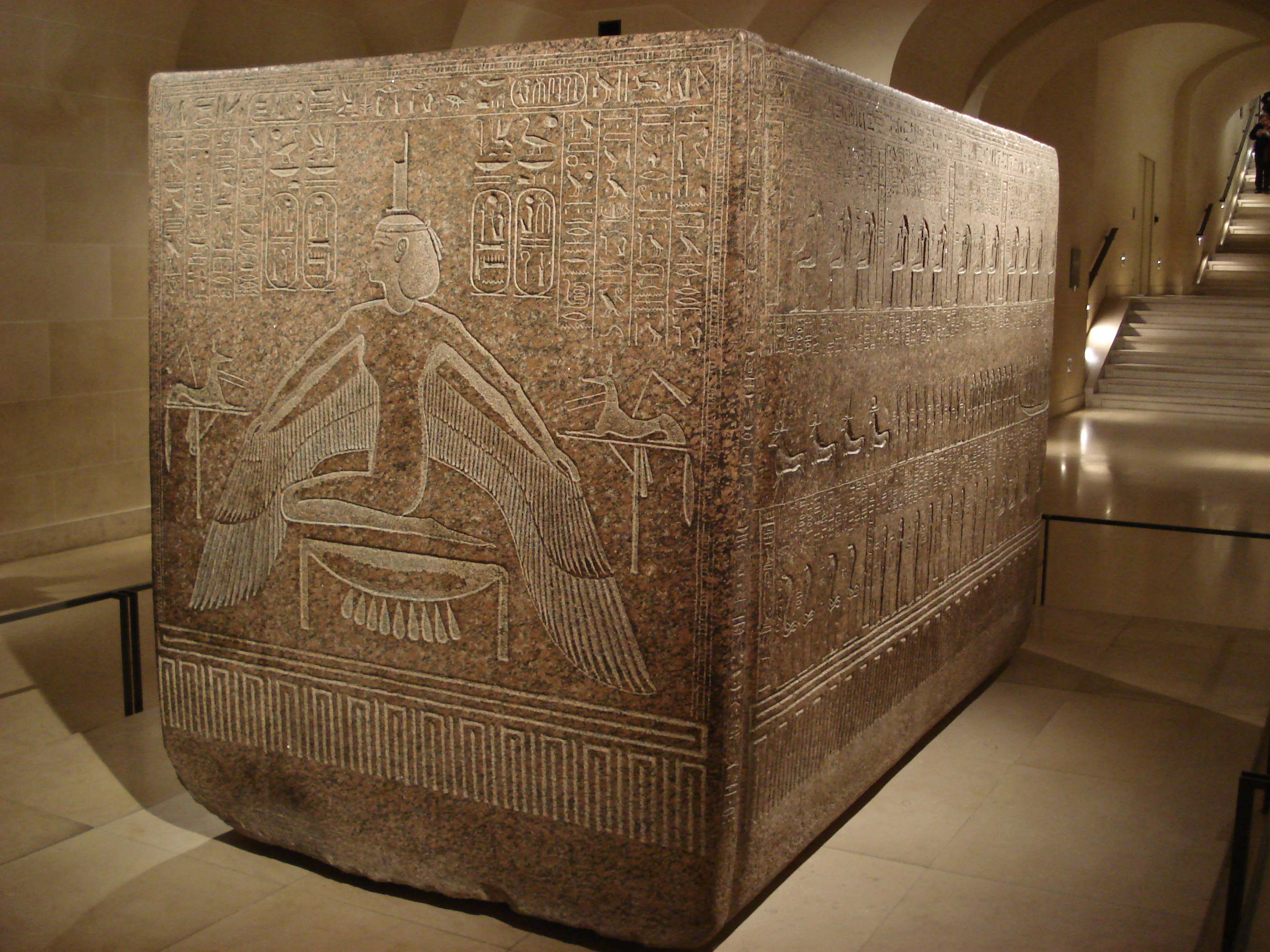
Sarcofaag van Ramses III Louvre
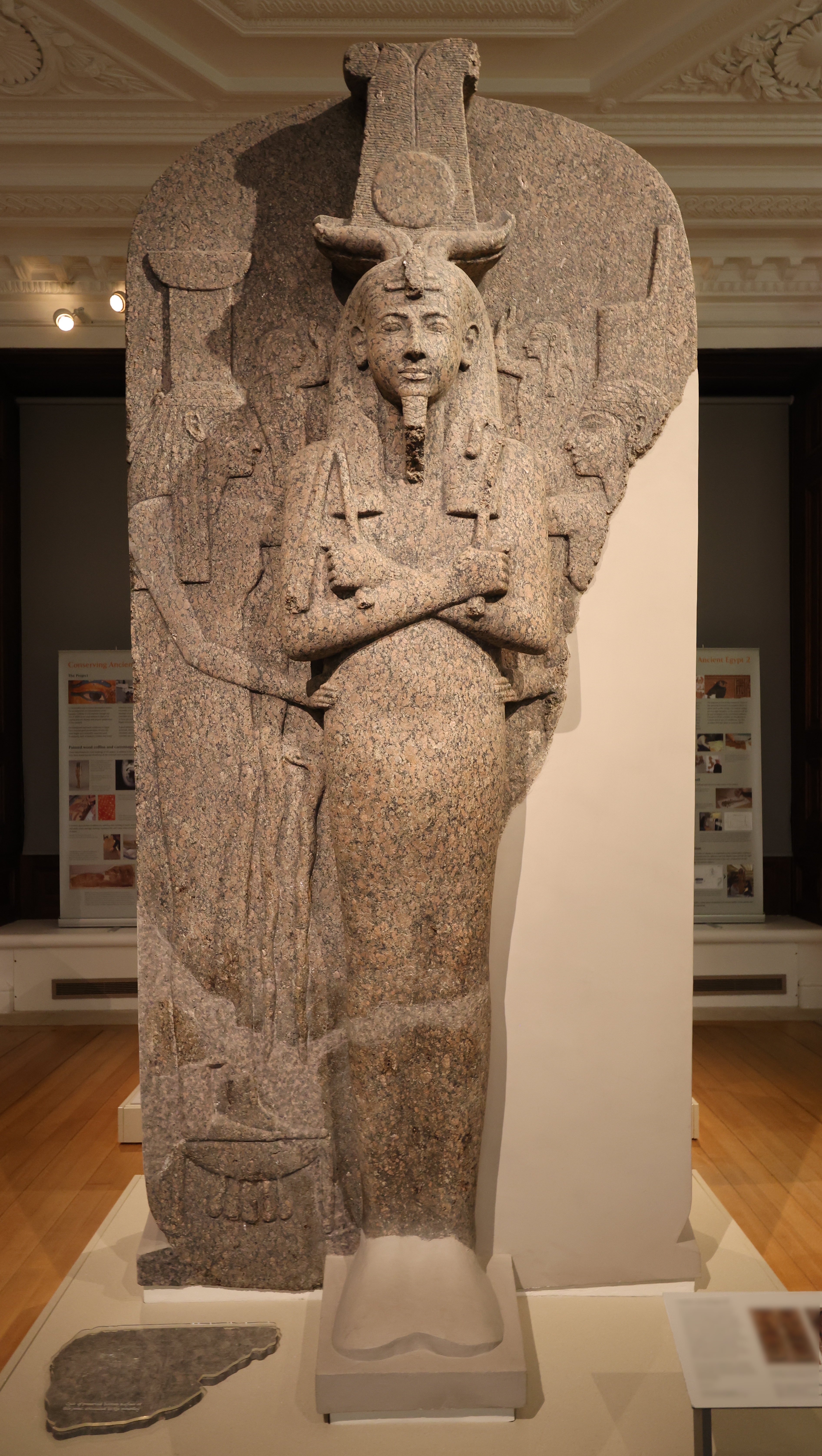
Deksel van de sarcofaag Fitzwilliam Museum
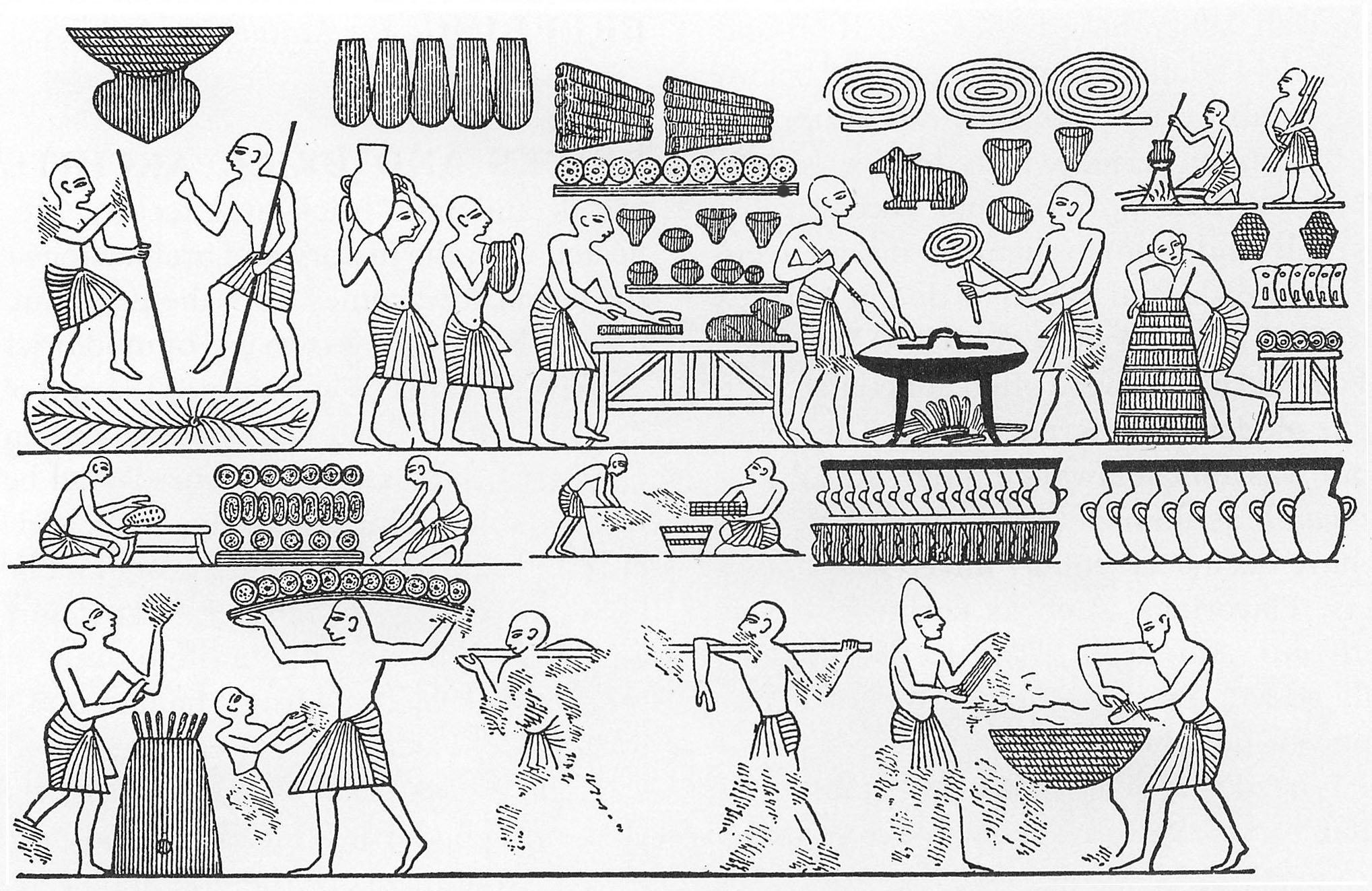
Bakkerij van de farao, naar schilderingen uit het graf